# CP System
Il CP System (CPシステム?, shīpī shisutemu), Capcom Play System o CPS è una scheda arcade sviluppata da Capcom nel luglio del 1988, che eseguiva giochi su cartucce rimovibili. 
Dopo un numero di schede progettate per eseguire un solo gioco, Capcom iniziò un progetto per produrre un sistema che potesse eseguire più giochi, per ridurre i costi dell'hardware e renderlo semplice per gli operatori delle sale giochi. Il sistema è composto da tre schede, una scheda madre contenente il sistema (A-board), una scheda figlia contenente le informazioni di gioco (B-board) e una scheda figlia comprendente le protezioni (C-board).

## Lista dei giochi pubblicati
| Data di uscita | Sviluppatore                | Titolo inglese                           | Titolo giapponese                                                                                      | Genere      |
| -------------- | --------------------------- | ---------------------------------------- | --- | ----------- |
| Febbraio 1990  | Capcom                      | 1941: Counter Attack                     | 1941 (1941)                                                                                            | Sparatutto  |
| 11-06-1992     | Capcom                      | Adventure Quiz: Capcom World 2           | Adventure Quiz Capcom World 2 (アドベンチャークイズカプコンワールド2)                                  | Quiz        |
| 28-09-1991     | Capcom                      | Captain Commando                         | Captain Commando (キャプテンコマンドー)                                                                | Picchiaduro |
| 09-10-1990     | Capcom                      | Carrier Air Wing                         | U.S. Navy (U.S. Navy)                                                                                  | Sparatutto  |
| Aprile 1989    | Capcom                      | Dynasty Wars                             | Tenchi wo Kurau (天地を喰らう)                                                                         | Picchiaduro |
| Dicembre 1989  | Capcom                      | Final Fight                              | Final Fight (ファイナルファイト)                                                                       | Picchiaduro |
| Luglio 1988    | Capcom                      | Forgotten Worlds                         | Lost Worlds (ロストワールド)                                                                           | Sparatutto  |
| Dicembre 1988  | Capcom                      | Ghouls 'n Ghosts                         | Daimakaimura (大魔界村)                                                                                | Platform    |
| 27-11-1991     | Capcom                      | Knights of the Round                     | Knights of the Round (ナイツオブザラウンド)                                                            | Picchiaduro |
| 23-06-1990     | Capcom                      | Magic Sword - Heroic Fantasy             | Magic Sword (マジックソード)                                                                           | Platform    |
| 19-06-1990     | Capcom                      | Mega Twins                               | Chiki Chiki Boys (チキチキボーイズ)                                                                    | Platform    |
| 02-03-1990     | Capcom                      | Mercs                                    | Senjō no Ōkami II (戦場の狼Ⅱ)                                                                          | Sparatutto  |
| 20-11-1990     | Capcom                      | Nemo                                     | Nemo (ニモ)                                                                                            | Picchiaduro |
| Giugno 1995    | Capcom/Mitchell Corporation | Pang! 3                                  | Pang! 3: Kaitō Tachi no Karei na Gogo (パン!3 -怪盗たちの華麗な午後)                                   | Platform    |
| 08-06-1994     | Capcom                      | Pnickies                                 | Pnickies (ぷにっきいず)                                                                                | Rompicapo   |
| 01-07-1992     | Capcom                      | Quiz & Dragons: Capcom Quiz Game         | Quiz & Dragons (クイズ&ドラゴンズ)                                                                     | Quiz        |
| 23-03-1995     | Capcom                      | Quiz Tonosama no Yabō 2: Zenkoku-ban     | Quiz Tonosama no Yabō 2: Zenkoku-ban (クイズ殿様の野望2全国版)                                         | Quiz        |
| 13-03-1992     | Capcom                      | Street Fighter II: Champion Edition      | Street Fighter II′ (Dash): Champion Edition (ストリートファイターⅡダッシュ -Champion Edition-)         | Picchiaduro |
| 06-02-1991     | Capcom                      | Street Fighter II: The World Warrior     | Street Fighter II: The World Warrior (ストリートファイターⅡ -The World Warrior-)                       | Picchiaduro |
| 09-12-1992     | Capcom                      | Street Fighter II′ Turbo: Hyper Fighting | Street Fighter II′ (Dash) Turbo: Hyper Fighting (ストリートファイターⅡダッシュターボ -Hyper Fighting-) | Picchiaduro |
| Marzo 1989     | Capcom                      | Strider                                  | Strider Hiryū (ストライダー飛竜)                                                                       | Platform    |
| Settembre 1990 | Capcom/Mitchell Corporation | Super Pang                               | Super Pang (スーパーパン)                                                                              | Platform    |
| 11-07-1991     | Capcom                      | The King of Dragons                      | The King of Dragons (ザ・キングオブドラゴンズ)                                                         | Picchiaduro |
| 20-05-1991     | Capcom                      | Three Wonders                            | Wonder 3 (ワンダー3)                                                                                   | Multigenere |
| Agosto 1989    | Capcom                      | U.N. Squadron                            | Area 88 (エリア88)                                                                                     | Sparatutto  |
| 12-06-1992     | Capcom                      | Varth: Operation Thunderstorm            | Varth: Operation Thunderstorm (バース -オペレーションサンダーストーム-)                                | Sparatutto  |
| Giugno 1989    | Capcom                      | Willow                                   | Willow (ウィロー)                                                                                      | Platform    |

## CP System Dash
Un anno prima di rilasciare il CP System II, il primo febbraio 1992 , Capcom rilasciò una versione migliorata dell'originale CP System chiamata CP System Dash, con caratteristiche riprese nel CP System II, come i chip QSound.
La scheda CP System Dash aveva quattro circuiti stampati incastrati contenuti in scatole di plastica grigie. Per combattere la pirateria sono state implementate "batterie suicide" che alimentano la RAM volatile che contiene la configurazione manuale dei registri del display, così come quella dei registri di priorità degli interrupt. Il codice della CPS-1 Dash 68000 non è criptato e se la tensione delle batterie scende al di sotto di +2V, i registri definiti manualmente da Capcom nella RAM con i valori di fabbrica vengono persi e la PPU non ha più accesso al set di registri hardware usati dal gioco, rendendolo inutilizzabile.

### Lista dei giochi pubblicati
| Data di uscita | Sviluppatore      | Titolo inglese                           | Titolo giapponese                                                          | Genere       |
| -------------- | ----------------- | ---------------------------------------- | -------------------------------------------------------------------------- | ------------ |
| 01-02-1992     | Capcom            | Cadillacs and Dinosaurs                  | Cadillacs Kyōryū Shinseiki (キャディラックス 恐竜新世紀)                   | Picchiaduro  |
| 1994           | Capcom/TOGO/Sigma | Ken Sei Mogura: Street Fighter II        | Ken Sei Mogura (拳聖土竜)                                                  | Whack a mole |
| 06-12-1993     | Capcom            | Muscle Bomber Duo : Ultimate Team Battle | Muscle Bomber Duo: Heat Up Warriors (マッスルボマーDUO -Heat Up Warriors-) | Wrestling    |
| 13-07-1993     | Capcom            | Saturday Night Slam Masters              | Muscle Bomber: The Body Explosion (マッスルボマー -The Body Explosion-)    | Wrestling    |
| 22-04-1993     | Capcom            | The Punisher                             | The Punisher (パニッシャー)                                                | Picchiaduro  |
| 02-10-1992     | Capcom            | Warriors of Fate                         | Tenchi o Kurau II: Sekiheki no Tatakai (天地を喰らう2・赤壁の戦い)         | Picchiaduro  |